# Gran varietà Brachetti
Il Gran varietà Brachetti è uno spettacolo diretto da Arturo Brachetti con la collaborazione di artisti provenienti da diverse parti del mondo. La prima dello spettacolo è avvenuta il 7 ottobre 2008 al Teatro Alfieri di Torino.

## Trama
Un gruppo di turisti in visita ad un teatro antico, che dovrebbe essere abbattuto per far spazio ad un supermercato, viene intrappolato dal fantasma del teatro al suo interno. Potranno riacquistare la libertà solamente se riusciranno ad improvvisare uno spettacolo che soddisfi le voglie del fantasma. Brachetti rappresenta la guida di questo gruppo.

## I personaggi e la loro rappresentazione
Ecco i personaggi che si esibiscono all'interno dello spettacolo per il fantasma e ciò che rappresentano:
- Arthur Braguette, "La Bottega Delle Meraviglie"
- Horatio, "L'uomo elefante"
- Johan, "L'uomopardo"
- Lord Hume e Miss Thero, "Strip Tease Lento"
- Otto Wessely, "Il Gran Mago Del Kaiser"
- Vera Tarocco, "Cleptomane senza mani"
- Margherita, "La Donna-Pizza"
- 8 Poubelle Girls, "15 gambe 15"
- Luft Etherea, "La cicciona volante"
- The sugar puffs sisters, "300 kg di pura dinamite"
- Duo Vigor, "La forza della Real Arma"
- Butterflash, "L'opera in 5 minuti"
- Bernard Haller, "Giocoliere del nulla"
- Zizi Pon Pon, "Danzatrice del vent ...aglio"
- The Warrior, "Acrobreak dancer"
- Herr General Zeitung, "Manipolatore di misfatti"
- Viola D'Amour, "Trapezista dei sogni"
- Le pompiere di Viggiù, "Can Can infernale"